# Scopula phlearia
Scopula phlearia là một loài bướm đêm trong họ Geometridae.